# 云南民族博物馆
云南民族博物馆，位于云南省昆明市西山区滇池路1503号，是中国规模最大的民族类博物馆，是隶属云南省民族宗教事务委员会的正处级公益性文化事业单位。

## 历史
1950年代，有关专家呼吁建立中国民族博物馆。1955年4月30日，国务院总理周恩来在昆明观看《云南少数民族文物展览》后表示：“要深入民族地区做调查征集工作；要研究少数民族的社会经济形态；要反映少数民族在党的民族政策光辉照耀下取得的成就，还要通过文物工作研究云南与中原地区的关系和与东南亚邻国的文化交流和贸易往来。”1955年，周恩来指示中共中央统战部着手中国民族博物馆的筹备工作。
1993年筹建云南民族博物馆，1995年开馆。1995年全国少数民族传统体育运动会在昆明召开，这推动了云南民族博物馆的建成。云南民族博物馆项目是云南省“八五”重点工程，建设总投资1.55亿元人民币，占地面积200亩，建筑面积3万平方米。2008年5月18日世界博物馆日，国家文物局正式公布中国首批79家“国家一级博物馆”，云南省博物馆和云南民族博物馆入选。
云南民族博物馆位于昆明滇池国家旅游度假区内，占地面积13.33万平方米，展区建筑面积3万平方米，建筑群为庭院回廊风格。是国家一级博物馆、中国博物馆协会常务理事单位、中国西南博物馆联盟成员。先后获授全国“科普教育基地”、“民族团结进步教育基地”、云南省“爱国主义教育基地”、省级文明单位等称号。
云南民族博物馆馆藏民族文物4万余套（件），其中民族服饰类文物在中国品类最为齐全。云南民族博物馆的基本陈列有《民族服饰与制作工艺》、《传统生产生活技术》、《民族文字古籍》、《民族乐器》、《民族民间瓦当》、《民族民间面具》、《民族民间美术》、《民族民间陶艺》等。云南民族博物馆对观众免费开放。

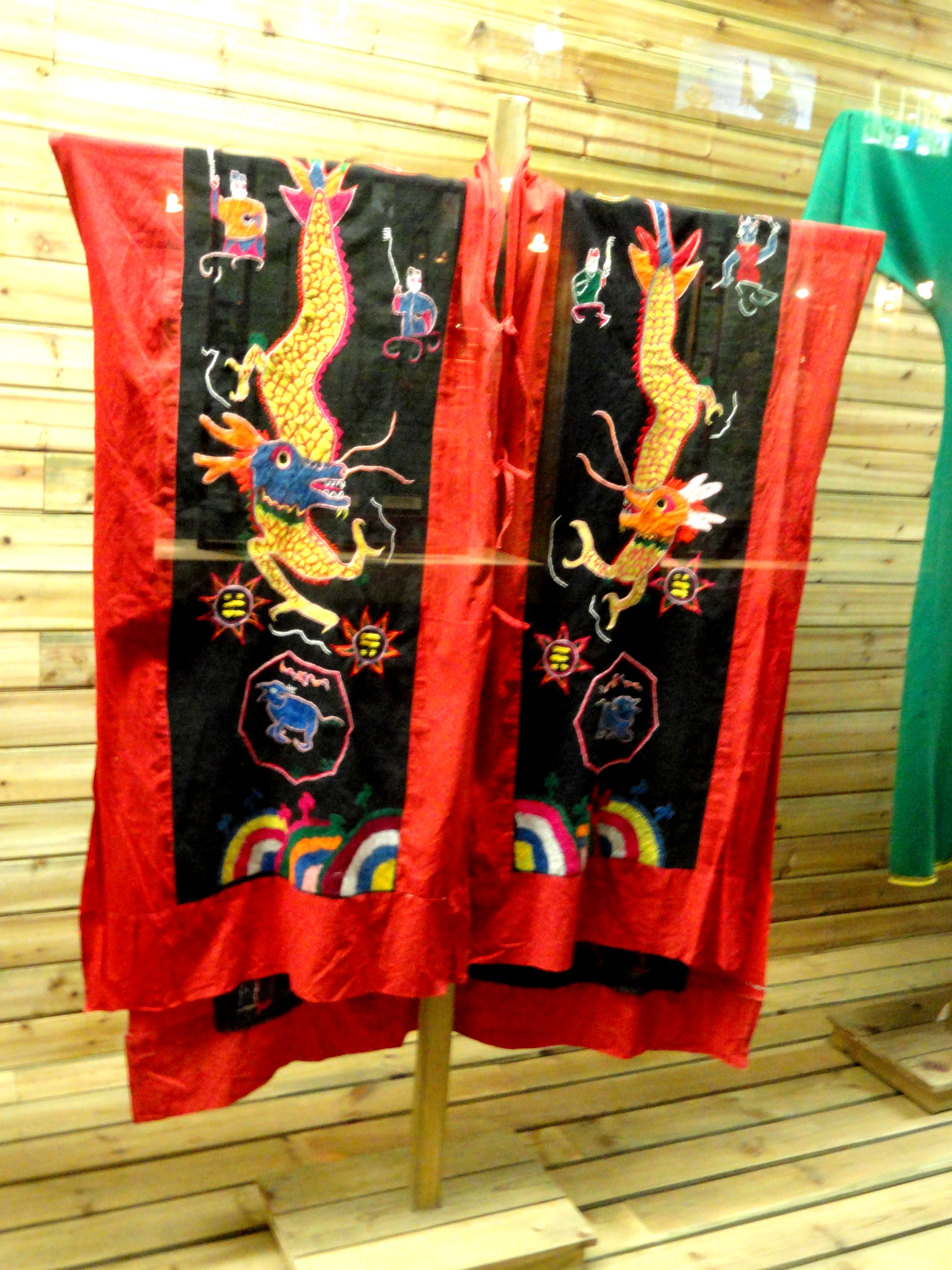
瑶族道公袍
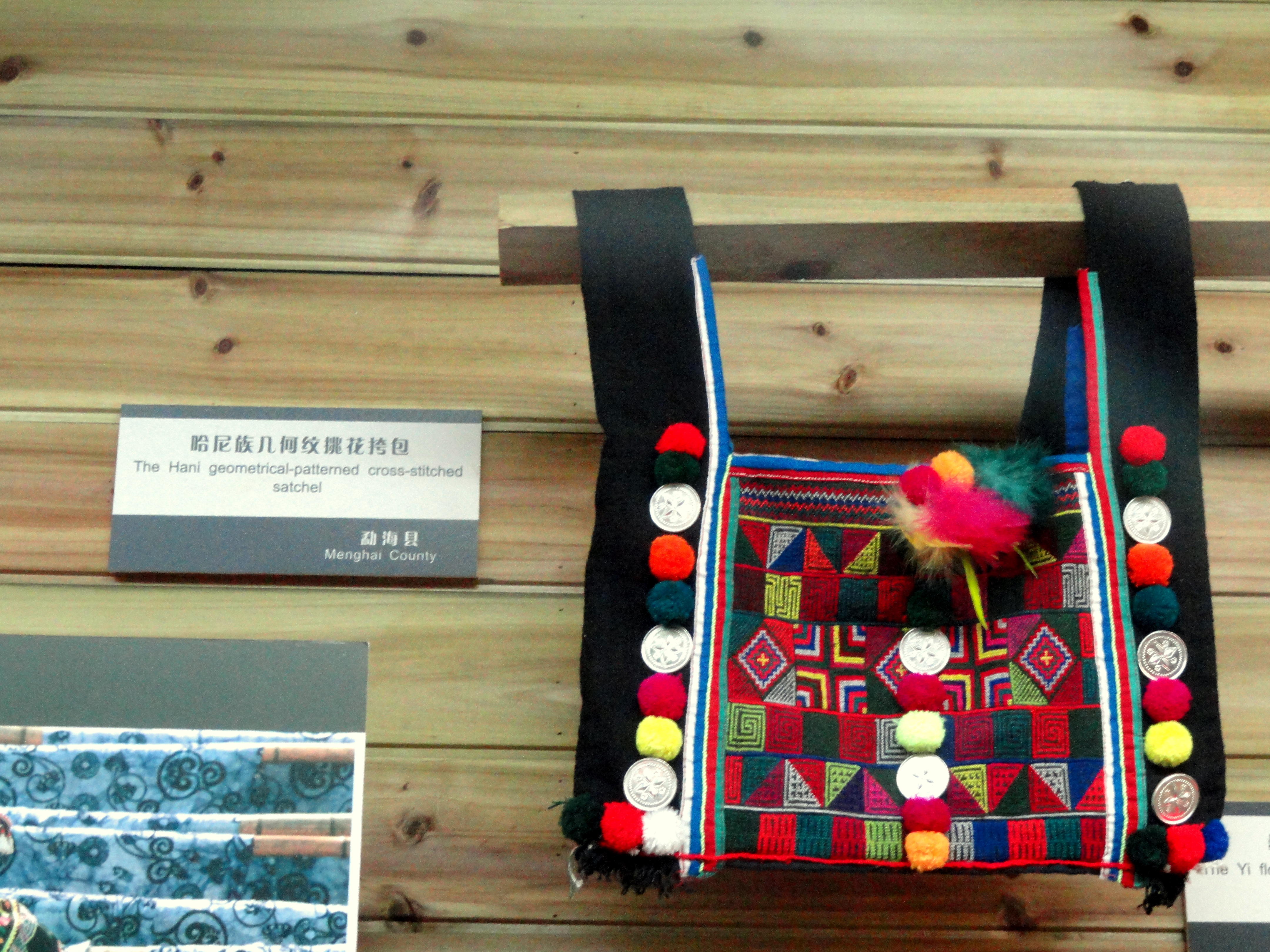
哈尼族几何纹挑花挎包
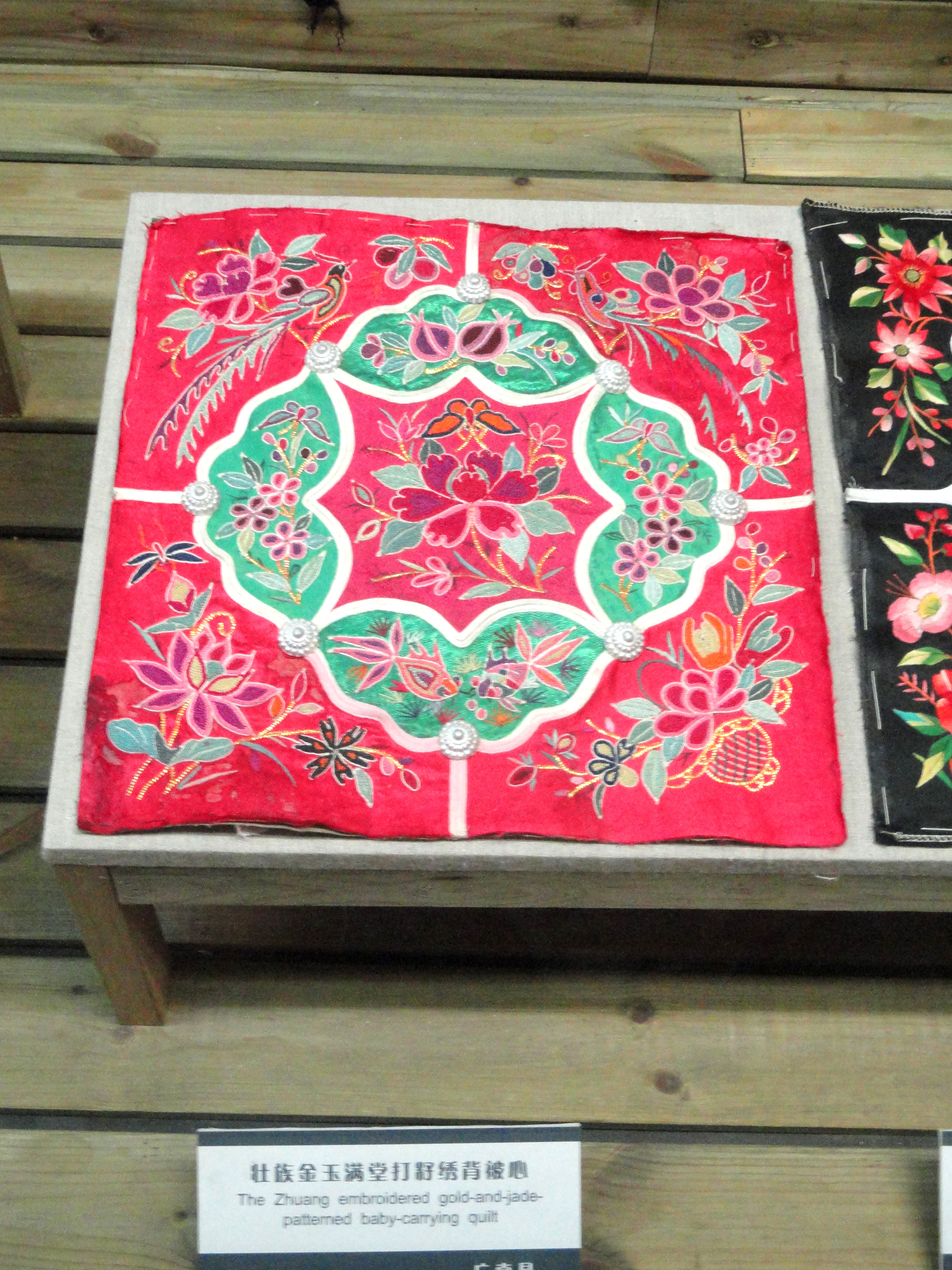
壮族金玉满堂打籽绣背被心
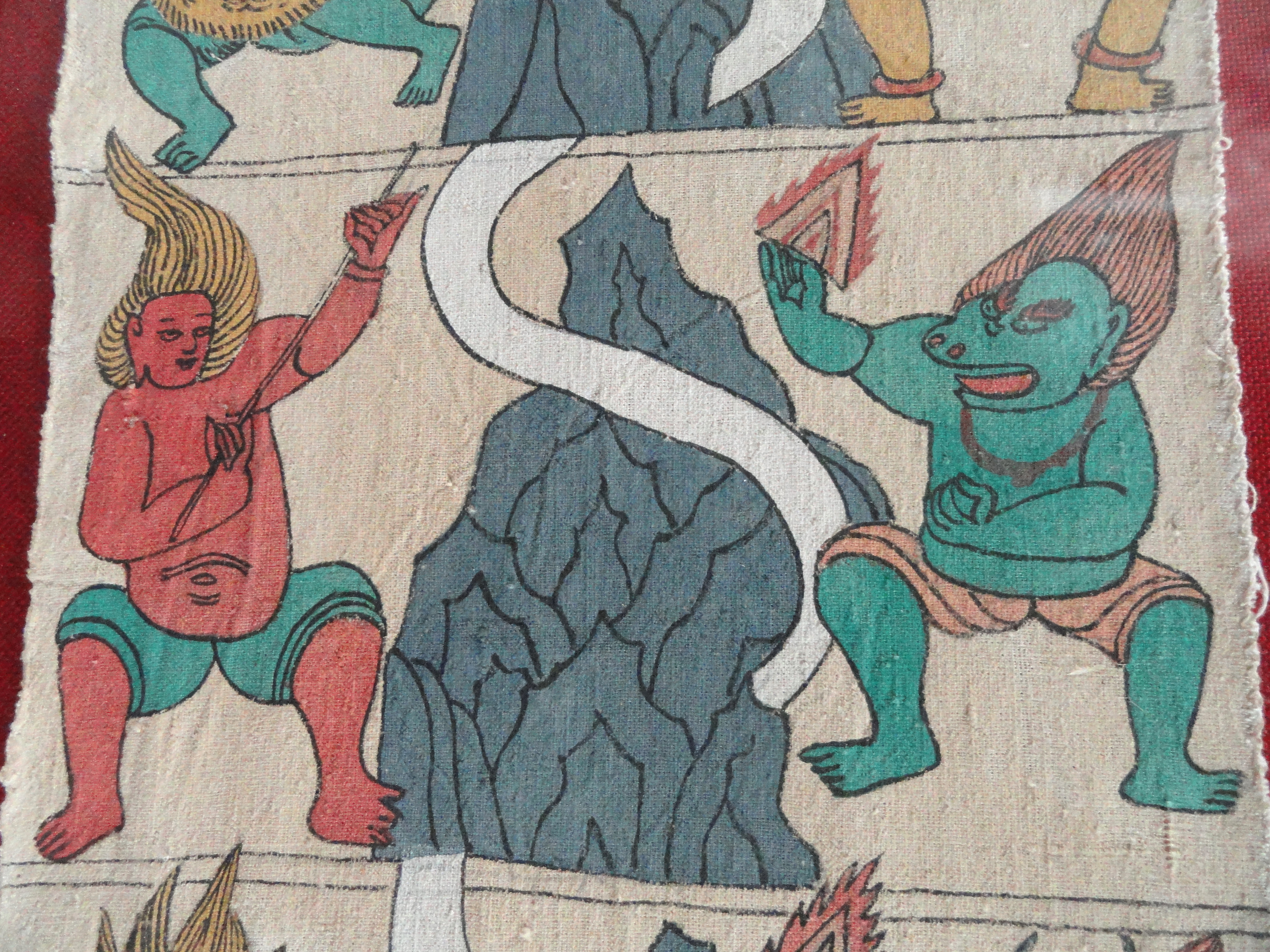
纳西族神图
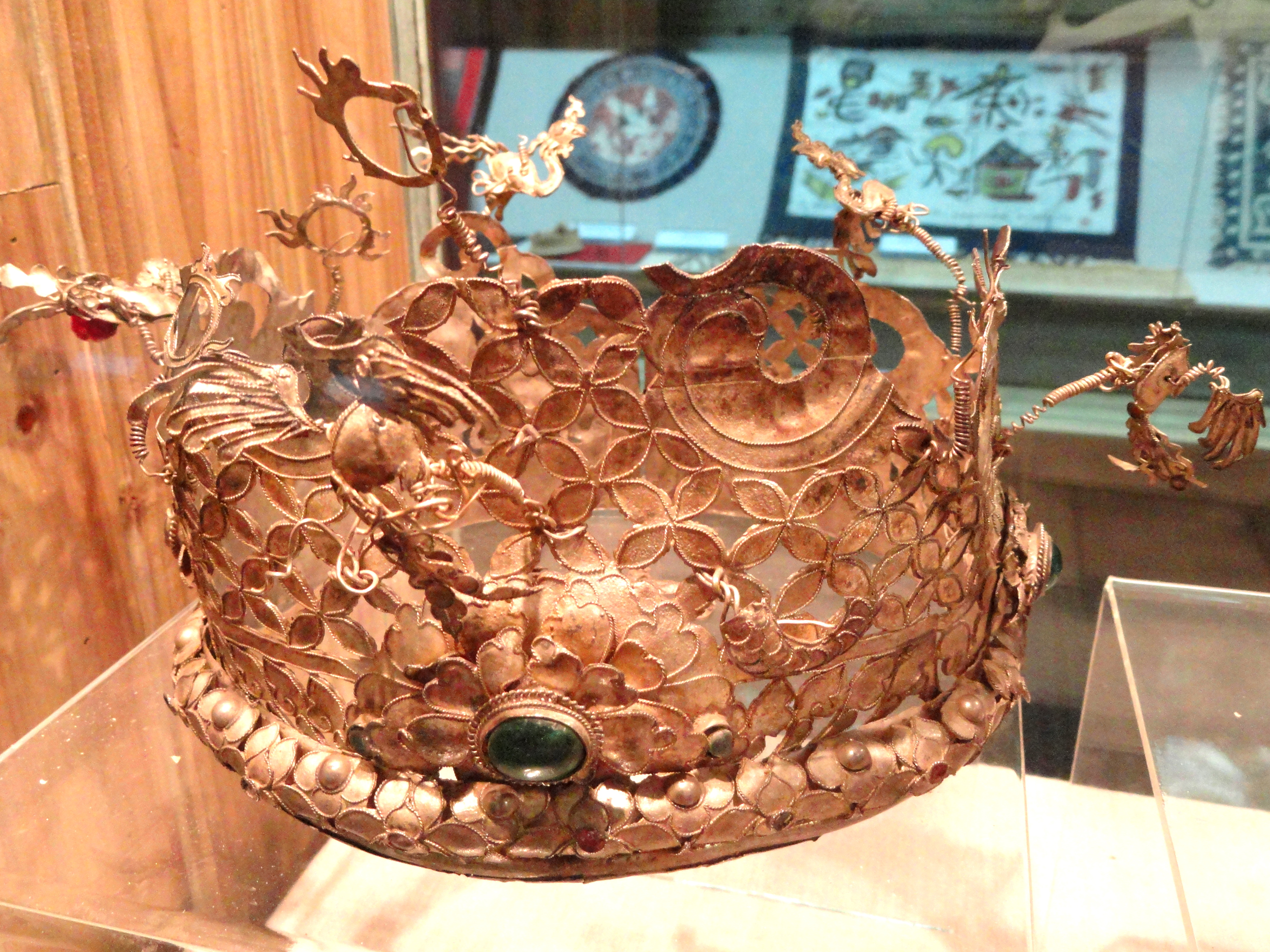
傣族银冠
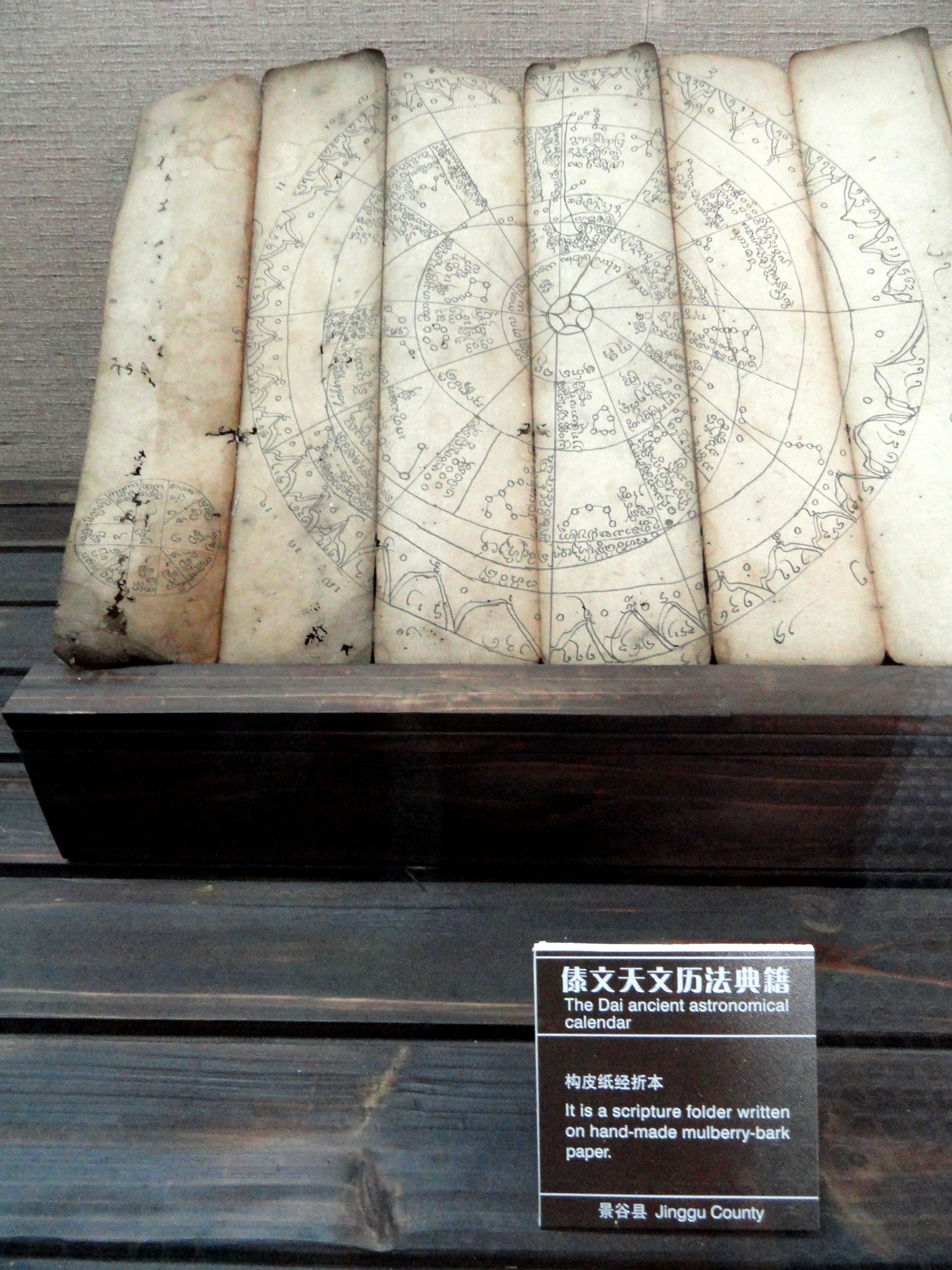
傣文天文历法典籍
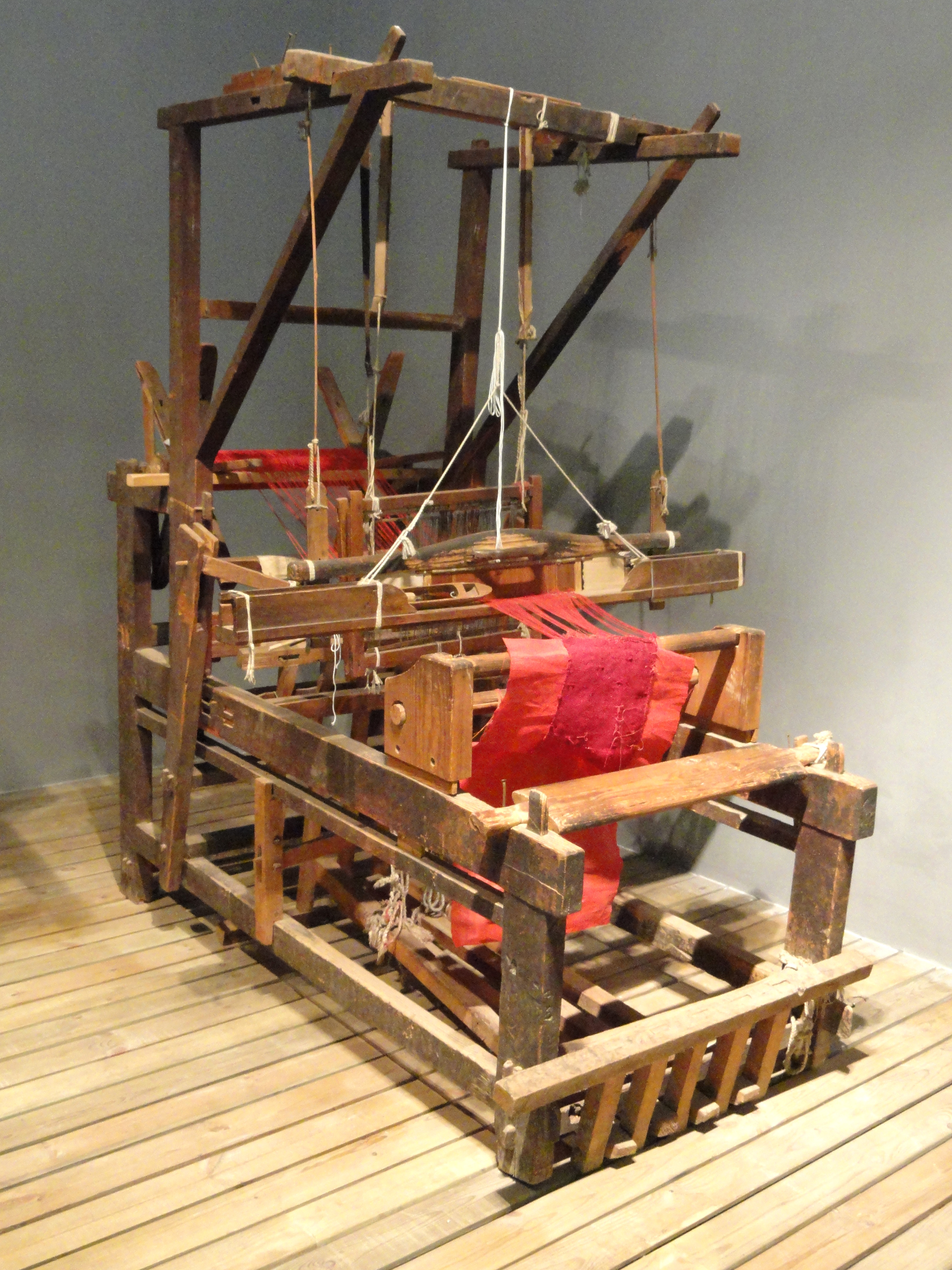
纳西族纺车
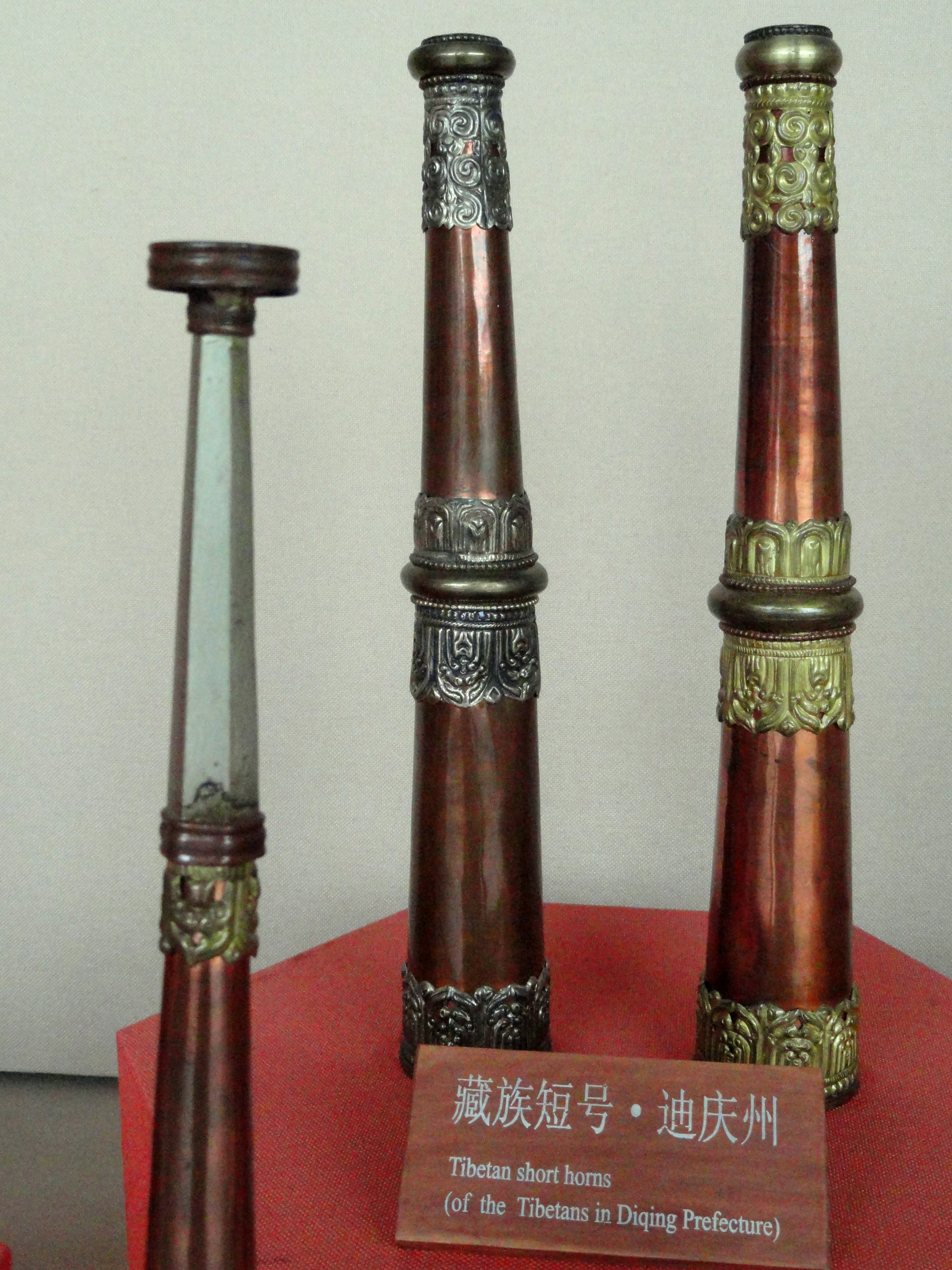
藏族短号